# Karel I. Minsterberský
Karel I. Minsterberský (4. května 1476, Kladsko – 31. května 1536, Frankenstein), byl minsterberský a olešnický kníže a nejvyšší hejtman Českého království, pocházející z minsterberské větve rodu z Poděbrad.

## Životopis

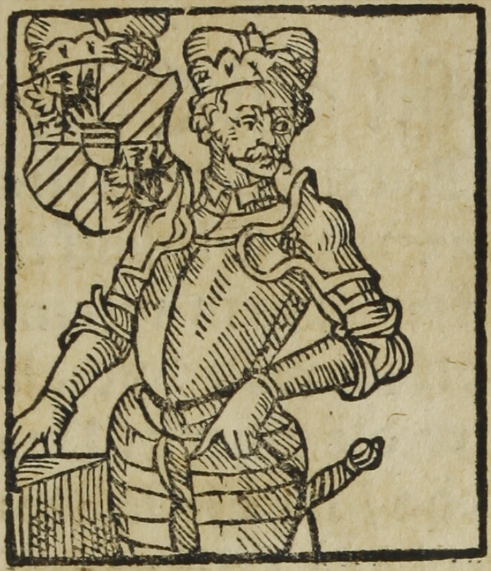
Karel I. Minsterberský (kresba B. Paprockého, Zrcadlo slavného Markrabství moravského, 1593)

Byl synem minsterberského knížete Jindřicha a jeho ženy Uršuly Braniborské, jeho dědem byl pak český král Jiří z Poděbrad. Karel byl znám jako výborný diplomat, spolupodílel se například na uzavření jagellonsko-habsburské dědické smlouvy z Vídně z roku 1515. V roce 1517 ztratil Volovsko a Stěnavsko. K nástupu reformace byl pozitivní, obzvláště mu vyhovovala nauka o nenadřazenosti církevní moci nad mocí světskou. Využíval reformačního nadšení k protiřímské politice, avšak již od poloviny 20. let 16. století se začal od náboženských novot odvracet.
V letech 1520–27 byl hornolužickým fojtem.
V letech 1523–1525 vykonával úřad nejvyššího mincmistra Českého království a stál v čele nově sestavené zemské vlády Ludvíka Jagellonského.
Byl pohřben se svojí ženou ve farním kostele svaté Anny ve Frankenštejnu.

## Manželství a potomci
Oženil se roku 1488 s Annou Zaháňskou, poslední členkou hlohovsko-zaháňské větve slezských Piastovců. Měli spolu dvanáct dětí.
- 1. Jindřich (30. 4. 1497 Kladsko – 25. 7. 1497 tamtéž)[8][9]
- 2. Anna (6. 9. 1499 Kladsko – 24. 10. 1504 Wołów)[10][9]
- 3. Kateřina (2. 9. 1500 Kladsko – 15. 6. 1507 Strzelin)[11][9]
- 4. Markéta (27. 12. 1501 – 26. 6. 1551), manž. 1519 Jan IV. Zajíc z Hazmburka (1486 – 2. 10. 1553)[12][13][9]
- 5. Jáchym (18. 1. 1503 Olešnice – 27. 12. 1562 Vratislav)[9][14]
- 6. Kunhuta (25. 9. 1504 Olešnice – 25. 7. 1532 Zábřeh), manž. 1521 Kryštof z Boskovic († 13. 9. 1550 Vídeň)[9][15]
- 7. Uršula (3. 12. 1505 Olešnice – 24. 1. 1539 Żary), manž. 1523 Hieronymus von Biberstein († 30. 6. 1549)[16][9]
- 8. Jindřich II. (29. 3. 1507 Olešnice – 2. 8. 1548 Bierutów), kníže minsterberský, olešnický a bernštatský, I. manž. 1529 Markéta z Pernštejna (30. 7. 1514 – 10. 6. 1529), II. manž. 1537 Markéta Meklenburská (8. 4. 1515 Schwerin – 30. 8. 1559 Bernstadt)[17][9]
- 9. Hedvika (10. 6. 1508 Olešnice – 28. 11. 1531 Lehnice), manž. 1525 Jiří Braniborsko-Ansbašský (4. 3. 1484 Ansbach – 27. 12. 1543 tamtéž), braniborsko-ansbašský markrabě a krnovský, ratibořský a opolský kníže[18][9]
- 10. Jan (4. 11. 1509 Olešnice – 28. 2. 1565 tamtéž), kníže minsterberský, olešnický a bernštatský, I. manž. 1536 Kristyna Szydlowiecka (1519 – 17. 6. 1556), II. manž. 1561 Markéta Brunšvicko-Wolfenbüttelská († 27. 10. 1580 Stauffenburg)[19][9]
- 11. Barbora (4. 2. 1511 Olešnice – 6. 4. 1539 tamtéž), abatyše ve Střelíně[9][20]
- 12. Jiří II. (30. 4. 1512 Olešnice – 31. 1. 1553 tamtéž), kníže minsterbersko-olešnický, manž. Eliška Kostková z Postupic († 1553)[9][21]